# Chitgoppa
Chitgoppa è una città dell'India di 24.232 abitanti, situata nel distretto di Bidar, nello stato federato del Karnataka. In base al numero di abitanti la città rientra nella classe III (da 20.000 a 49.999 persone).

## Geografia fisica
La città è situata a 17° 41' 57 N e 77° 12' 45 E.

## Società

### Evoluzione demografica
Al censimento del 2001 la popolazione di Chitgoppa assommava a 24.232 persone, delle quali 12.322 maschi e 11.910 femmine. I bambini di età inferiore o uguale ai sei anni assommavano a 3.852, dei quali 1.990 maschi e 1.862 femmine. Infine, coloro che erano in grado di saper almeno leggere e scrivere erano 14.569, dei quali 8.284 maschi e 6.285 femmine.